# المسيحية في جنوب إفريقيا

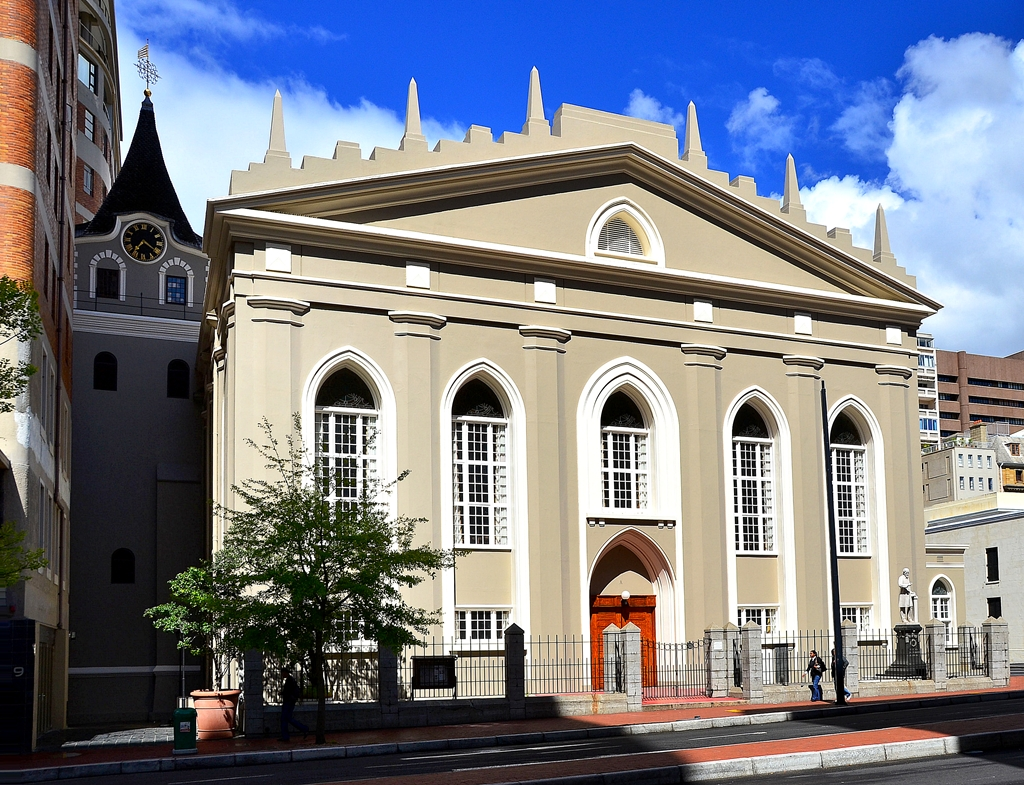
كنيسة جروت كيرك الكالفينية في كيب تاون، بنيت في عام 1678 وهي أقدم كنيسة في البلاد.

تُشكل الديانة المسيحية في جنوب أفريقيا أكثر الديانات انتشارًا بين السكان، مع ما يقرب من 80% من السكان أي 35.7 مليون شخص يعتنقون المسيحية وذلك حسب التعداد السكاني لعام 2001. يعتنق النسبة الأكبر من السكان المذهب البروتستانتي خصوصاً الكنائس الخمسينية والكنائس الأفريقية المستقلة، والكنيسة الكاثوليكية والتي لديها عدد كبير من الأتباع.
لعبت الطوائف المسيحية دوراً هاماً في تاريخ البلاد، ويتبع عدد كبير من السكان في جنوب أفريقيا الكنيسة الميثودية والأنجليكانية والإنجيلية، وهي كنائس ساهمت في إسقاط نظام الفصل العنصري وقد لعب العديد من رجال الكنيسة أدورًا هامًا في إسقاط نظام الفصل العنصري، أبرزهم ديزموند توتو كبير أساقفة جنوب أفريقيا السابق الحائز على جائزة نوبل للسلام العام 1984 دور هام في إسقاط نظام الفصل العنصري. بالقابل دعمت بعض الطوائف المسيحية بين المجتمعات البيضاء في البلاد نظام الفصل العنصري.
أشار استطلاع أجراه معهد غالوب الدولي عام 2012 إلى أن عدد سكان جنوب أفريقيا الذين يعتبرون أنفسهم متدينين كان حوالي 64% من السكان، وأظهر استطلاع ايبسوس موري لعام 2017 أنَّ 88% صرَّح للدين أهميَّة في حياتهم. ووفقًا لمسح القيم العالمي، بين عام 1981 وعام 2001، كانت جنوب إفريقيا واحدة من ثلاث مجتمعات فقط شهدت زيادة في المشاركة الدينية، وكانت رائدة بين هذه المجتمعات مع زيادة في أعداد المترددين على الكنائس بنسبة 13% في تلك الفترة، لترتفع من 43% من الأشخاص الذين شملهم الإستطلاع إلى 57%.

## تاريخ

### العصور المبكرة
وصلت المسيحية إلى جنوب أفريقيا مع المستوطنين الأوروبيين، مع وصول يان فان ريبيك في عام 1652، عندما سمحت له شركة الهند الشرقية الهولندية بتأسيس مكاتب لإعادة تموين الطعام والوقود إلى السفن التي تسافر بين الإمبراطورية الهولندية وجنوب شرق وجنوب آسيا. وجاء معه ثلاث سفن من المستوطنين الهولنديين، والذين قاموا بتأسيس مدينة كيب تاون وقاموا ببناء دور العبادة المسيحية، وتم منح الكنيسة المصلحة الهولندية الحقوق الحصريَّة والحماية من قبل المستوطنين الهولنديين أو البوير حتى عام 1806. ظهر أيضًا التأثير الكالفيني في جنوب أفريقيا وعلى المجتمع والاقتصاد في البلاد، مع هجرة الهوغونوتيون الذين قدموا من فرنسا، حيث أدت هذه الهجرات إلى إنشاء العديد من الأعمال المصرفيّة والصناعيّة الكبرى.
في يوليو من عام 1737، وصل جورج شميت إلى جنوب أفريقيا للعمل بالتبشير، وأسس أول بعثة بروتستانتية لكنيسة المورافيَّة. وبدأ العمل مع قبيلة خوي خوي، وأنشأ جورج شميدت مستوطنة تبشيرية. وفي عام 1742 قام بتعميد خمسة من العبيد من قبيلة خوي خوي. تسبب هذا في ضجة لأن الكنيسة المصلحة الهولندية في ذلك الوقت آمنت بالرأي القائل بأن المسيحيين المُعمدين يجب أن يكونوا أحرارًا وليسوا عبيدًا. وأجبر الجدل والعداء من قبل المستوطنين الأوروبيين جورج شميدت على مغادرة جنوب إفريقيا وبعد ذلك بعامين في عام 1744، مما أدى إلى وقف جميع النشاطات التبشيريَّة المسيحيَّة لمدة خمسين عامًا تقريبًا. عاد المبشرين من الكنيسة المورافيَّة إلى جنوب أفريقيا في عام 1792، مع قدوم ثلاثة مبشرين للبلاد. وعلى مدى السنوات الثلاثين التالية، وصل عدد كبير من المبشرين المسيحيين إلى جنوب إفريقيا الموسّعة، والتي كانت في ذلك الوقت مركزًا رئيسيًا للتجارة البحرية بين آسيا والغرب. وجاء هؤلاء المبشرون من إنجلترا واسكتلندا وفرنسا والولايات المتحدة وهولندا. وبدأ المبشرين في ترجمة الكتاب المقدس إلى اللغات المحليَّة وأصبحت جنوب أفريقيا بوابة لجيش من المبشرين المسيحيين الذين كانوا يحاولون الوصول إلى أفريقيا الجنوبية. وكان هدفهم المعلن هو «التبشير والتثقيف والحضارة».

### العصور الحديثة

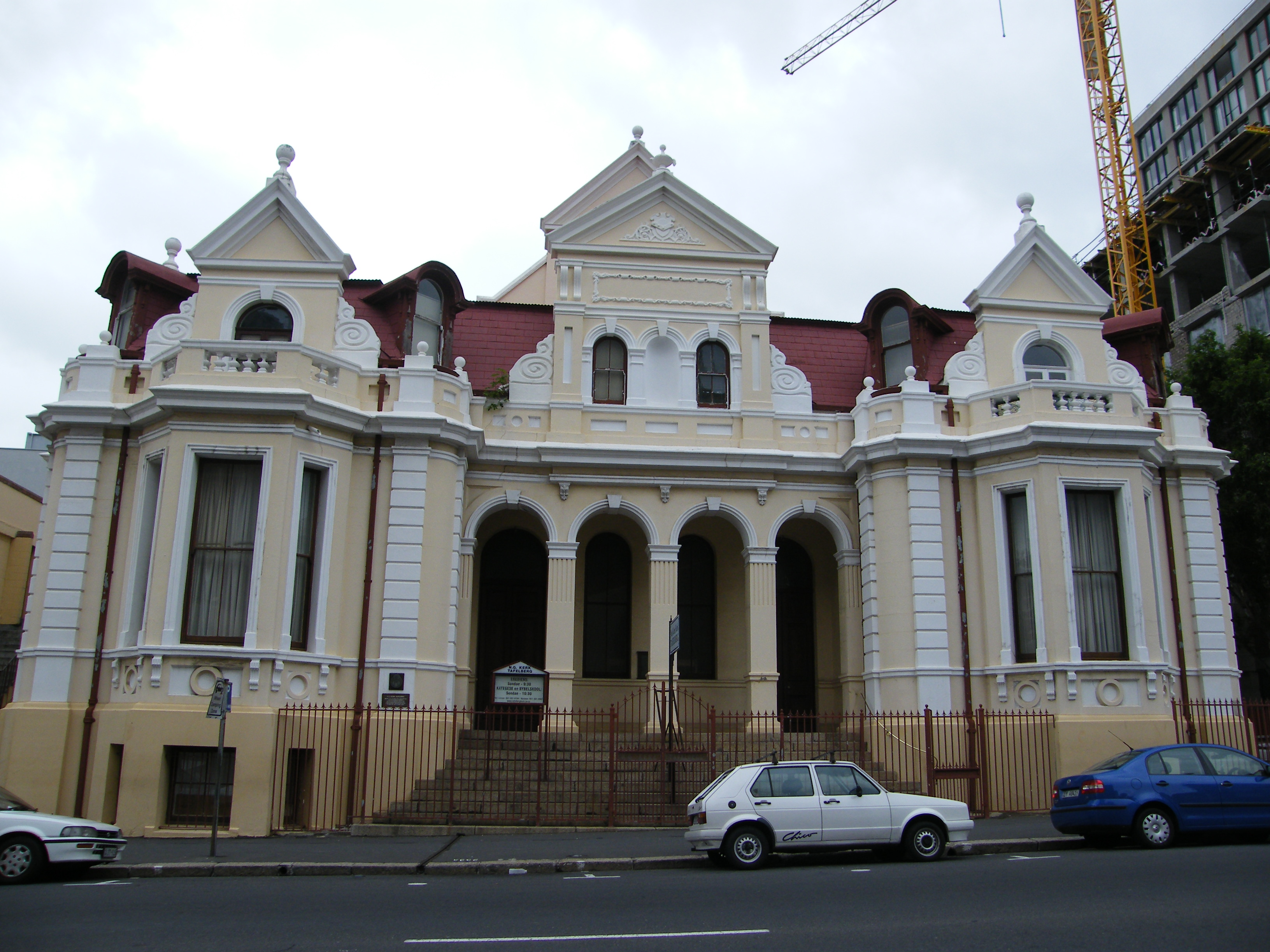
الكنيسة الكالفينية في كيب تاون.

خلال القرن التاسع عشر قام البريطانيين بالسيطرة على أراضي جنوب أفريقيا وقاموا بتأسيس مستعمرة كيب في عام 1795، وأعلن البريطانيون لاحقاً أنَّ اللغة الإنجليزية هي اللغة الوحيدة المسموح فيها في مستعمرة كيب وحظرت استخدام اللغة الهولندية. بما أن الكتاب المقدس والكنائس والمدارس وثقافة العديد من المستوطنين كانت ناطقة بالهولنديَّة، فقد تسبب هذا في الكثير من الاحتكاك. ألغت بريطانيا العبودية في عام 1834 وخصصت مبلغ 120,000 جنيه استرليني كتعويض لعبيد المستوطنين الهولنديين. وكانت جمهوريات البوير في الغالب بروتستانتيَّة كالفينية بسبب تراثها الهولندي، ولعب هذا دوراً هاماً في ثقافتهم. لم ينص الدستور الوطني لجمهورية جنوب افريقيا على الفصل بين الكنيسة والدولة، حيث رُفض منح حق الانتخاب والمواطنة لأي شخص غير عضو في الكنيسة المصلحة الهولندية. في عام 1858 تم تغيير هذه الشروط في الدستور للسماح للبرلمان (فولكسراد) بالموافقة على الكنائس الهولندية الكالفينيَّة الأخرى التي انفصلت عن الكنيسة المصلحة الهولندية في أعقاب عدد من الانقسامات. ولم يُسمح لأعضاء الكنيسة الرومانية الكاثوليكية والكنائس المسيحية الأخرى بأن يصبحوا مواطنين في جمهورية جنوب افريقيا.:358–59 خلال حرب البوير الثانية انقسم مجتمع البوير حيث لم يتطلع الكثيرون منهم إلى القتال ضد إخوانهم المسيحيين الإنجليز، وإلى حد كبير، البروتستانت. في حين أنَّ كثيرون، بمن فيهم العديد من الجنرالات، كان لديهم شعور بأن قضيتهم كانت مقدسة وعادلة وباركها الله.

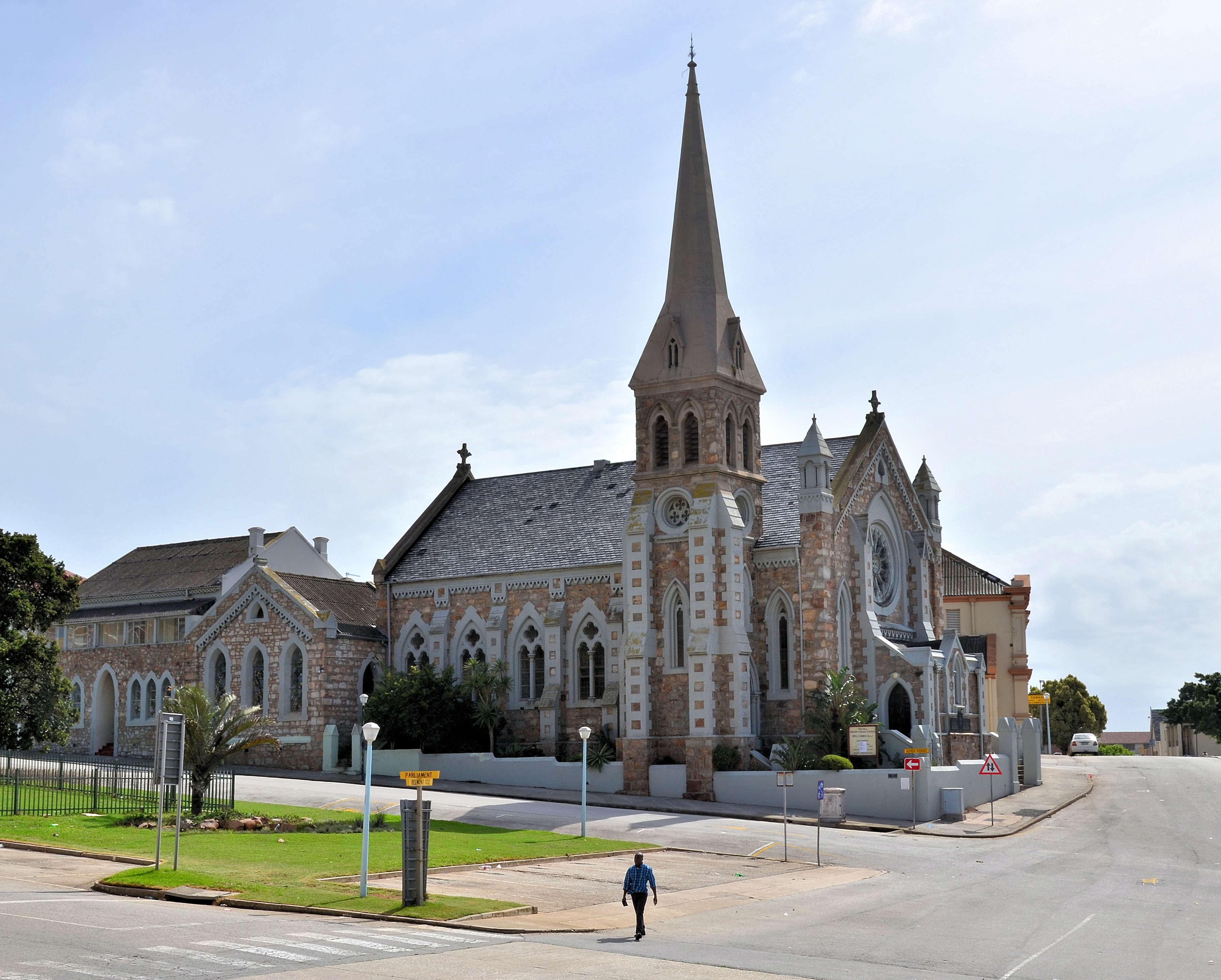
الكنيسة المشيخية في بورت إليزابيث.

أشار روبرت د. ودبيري عالم اجتماع في جامعة بايلور أن للمُبشرين البروتستانت في أفريقيا «كان لهم دور فريد في نشر التعليم الشامل» بسبب الأهمية الدينية لدراسة وقراءة الكتاب المقدس، حيث قام المُبشرين في ترجمة الكتاب المقدس للغات المحليَّة وفي إنشاء المدارس لتعزيز معرفة القراءة والكتابة، ويشير ناثان نان أستاذ الاقتصاد في جامعة هارفارد أنَّ التعليم «هو المكافأة الرئيسية قبل المبشرين لجذب الأفارقة للمسيحية». كما وشجع المبشرين البروتستانت على تعليم المرأة ومحو الأمية بين النساء. وفقاً للباحثة فييرا باوليكوفا-فيلاهانوفا من عهد الدراسات الشرقية في الأكاديمية السلوفاكية للعلوم أدت المرحلة الثالثة من الحركة التبشيرية في أفريقيا، والتي بدأت منذ نهاية القرن الثامن عشر واستمرت طوال القرن التاسع عشر، في القرن العشرين أفريقيا إلى توسع كبير في الانتشار المسيحي أو ما يسمى «العصر الرابع العظيم من التوسع المسيحي». وفي محاولتهم لنشر العقيدة المسيحية، وكسب المتحولين وتحويل المجتمعات الأفريقية، فتحت البعثات المسيحية من جميع الطوائف مدارس ونشرت التعليم. وكان من المهم جدًا من الناحية العلمية التعليم في اللغات الأفريقية، من خلال إنتاج قواعد النحو والقواميس والكتب المدرسية وترجمة النصوص الدينية، كما ووضع المبشرون الأسس الأولى للأدب في اللغات الأفريقية. وبحسب الباحثة «لا شك في أن مشروع التبشير المسيحي له أهمية قصوى في التغريب في أفريقيا». لكنها تضيف أنه «الأفارقة لم يكونوا متلقين سلبيين للتأثيرات والأنماط الثقافية الجديدة». حيث مع اعتماد المسيحية كدين إلى جانب عملية التبادل الثقافي تشكلت من خلال الخيارات الأفريقية، من الاحتياجات والجهود المبذولة لإضفاء الطابع الأفريقي على التجربة المسيحية في أفريقيا من خلال تأمين الجذور المسيحية في السياق الأفريقي.
يرى الباحث جاريكاي تشينج أن مجئ المسيحية الاستعمارية لأفريقيا جاء معه نظام أبوي قمعي للنساء. ووفقاً لإتيم أكون، أستاذ الدراسات الدينية بجامعة كالابار في نيجيريا: «لقد أصبح الاستعمار وصمة للمسيحية في أفريقيا المعاصرة. إنها حقيقة تاريخية أن تنصير أفريقيا كان من خلال الآلات الاستعمارية.» ويضيف أن «أصبحت الديانة المسيحية، التي تم فرضها من خلال القوة العسكرية الاستعمارية، الديانة المهيمنة ذات السلالات المختلفة والمظاهر المتنوعة»، و«أصبحت المسيحية دين الحضارة والتنمية، وحتى مع التأثير المسيطر للمسيحية، رفض الأفارقة المتعلمين تأجيل ذكرى البعد الاستعماري للمشروع التبشيري»، إلا أنه يرى مع ذلك أن البعثات التبشيرية المسيحية في القرن التاسع عشر ساعدت في تعويض الاستغلال الاستعماري، وكان لها إنجازات إيجابية عديدة.
بحلول منتصف القرن التاسع عشر، افتتحت العديد من الطوائف الأوروبية المسيحية بعثات فرعيَّة في جنوب إفريقيا، ووسعت شغفها إلى المتحولين الجدد. وأدَّت الخلافات الداخليَّة إلى انشقاقات بين عام 1850 وعام 1910 والتي أدت إلى تأسيس كنائس أفريقية مستقلة منها كنيسة صهيون المسيحية والكنيسة المعمدانية الناصرية. في أوائل عام 1900 فتحت الطوائف الخمسينية المسيحية القادمة من الولايات المتحدة الأمريكية مكاتبها وبعثاتها في جنوب أفريقيا، وبدأت «الكنائس المسيحية الكاريزمية» العمل في جنوب أفريقيا في القرن العشرين. خلق هذا النشاط التاريخي العديد من الطوائف المسيحية حيث وعلى الرغم من أن 80% من سكان جنوب إفريقيا مسيحيون، فإن أكبر طائفة مسيحية تضم حوالي 10% من سكان جنوب إفريقيا.

#### نظام الفصل العنصري

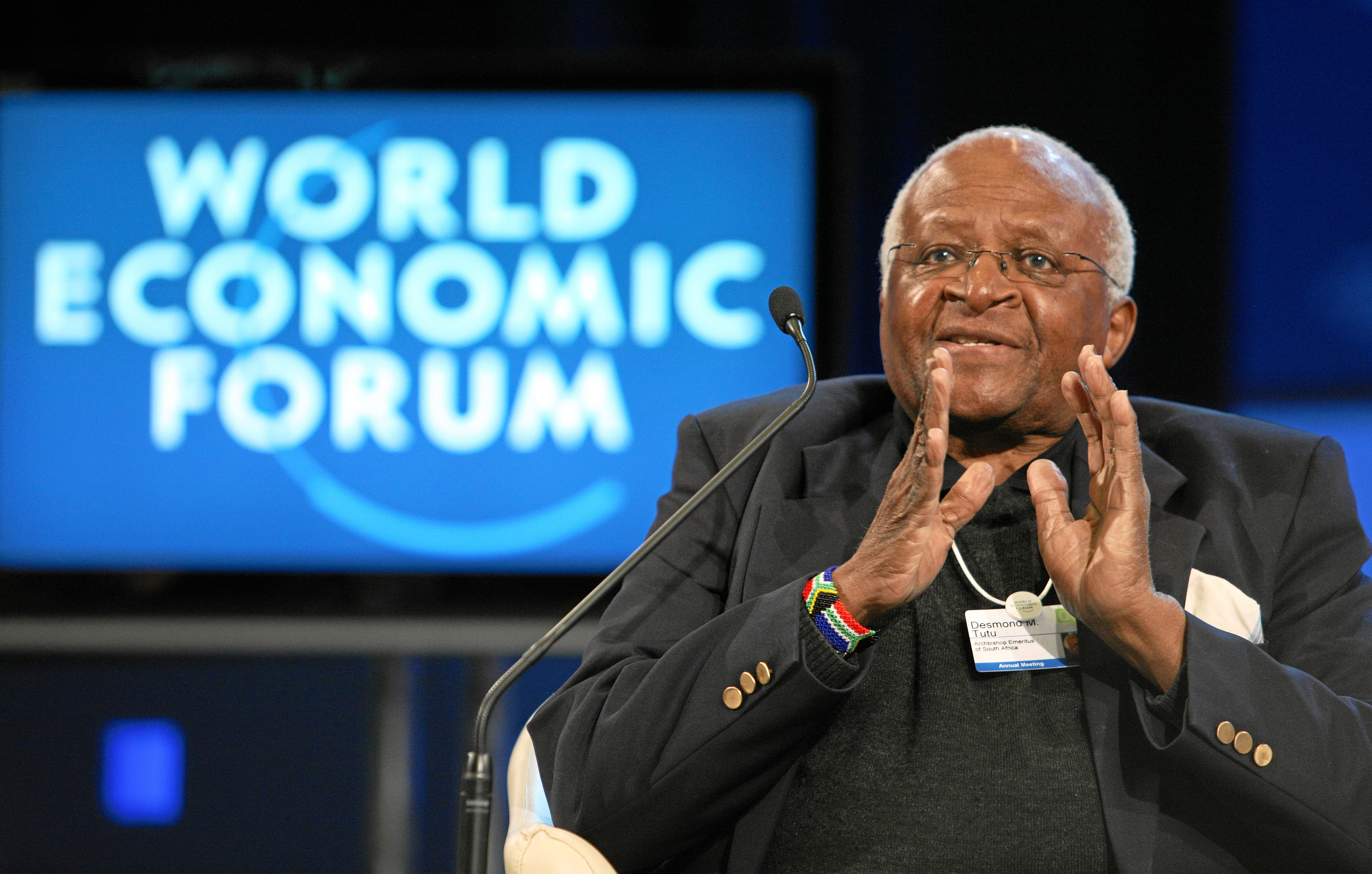
لعب ديزموند توتو كبير أساقفة جنوب أفريقيا السابق الحائز على جائزة نوبل للسلام العام 1984 دور هام في إسقاط نظام الفصل العنصري.

كان نظام الفصل العنصري، فضلاً عن المقاومة له، مسألة سياسية ولاهوتية على حد سواء. وكانت قد تطورت نظرية ثقافية ودينية تطورّت بين الأفريكان وجمعت بين عناصر العقيدة الكالفينية البروتستانتية في القرن السابع عشر مع أيديولوجية «شعب الله المختار»؛ مشابهة لتلك التي يتبناها دعاة الأمة اليهودية. وقد جادلت عدد من الدراسات الحديثة أن هذه الأيديولوجية أدّت إلى تريك العظمى وإلى إخضاع الجماعات العرقية الأخرى في جنوب أفريقيا، وبالتالي وضعت حجر الأساس للقومية الأفريكانية الحديثة والفصل العنصري. ودعمت الكنيسة المصلحة الهولندية الفصل العنصري. وفي عام 1982 طُردت الكنيسة المصلحة الهولندية من التحالف العالمي للكنائس الإصلاحية والذي أعلن أن الفصل العنصري هو خطيئة. وخلال السينودس العام عام 1986، غيرت الكنيسة المصلحة الهولندية موقفها من الفصل العنصري وفتحت أبوابها للناس من كل الأجناس. وبعد تغيير موقفها من الفصل العنصري قبلت التحالف العالمي للكنائس الإصلاحية عضوية الكنيسة المصلحة الهولندية من جديد.
يذكر أن عموم الطوائف المسيحية ترفض فكرة تفوق أو الفرق بين شعب وغيره؛ حيث تؤمن المسيحية بمفهوم «شعب الله» لكن دون كلمة «المختار» لكونها لم ترد بشكل صريح في الكتاب المقدس. المسيحيّة تعلّم أن شعب الله قد تحوّل مع يسوع إلى جميع البشر ومن كل الأمم دون فرق بين يهودي وغيره. وتعمل الكنيسة، على إدارته من الناحية الروحية وحفظ معتقداته. يقول البابا بندكت السادس عشر: «من شعوب الأرض كافة، يوجد شعب لا يشبه أي شعب آخر، لا يخضع ذاته لأحد غير الله، وعليه أن يكون مثل الملح في الطعام، ومثل الخميرة في العجين».
لعب العديد من رجال الكنيسة أدورًا هامًا في إسقاط نظام الفصل العنصري، أبرزهم ديزموند توتو كبير أساقفة جنوب أفريقيا السابق الحائز على جائزة نوبل للسلام العام 1984 دور هام في إسقاط نظام الفصل العنصري. وفي عام 1975 أصبح ديزموند توتو أول عميد أسود للكنيسة الأنجليكانية في جوهانسبيرغ، وطوال سنوات الستينات والسبعينات من القرن العشرين اشتهر توتو بصوته العالي المناهض للعنصرية، وزادت مجاهرته بأفكاره القوية، بعد أن انتخب رئيسا للأساقفة في كيب تاون عام 1986.
في مارس من 1988 أعلن رفضه المطلق لأن يعامل الرجل الأسود «كخرقة تمسح بها الحكومة أحذيتها». وأعلن دعوته للعمل من أجل السجناء والفقراء والمقهورين والمعزولين والمحتقرين، حتى أصبح في نهاية 1970 من أبرز الوجوه المسيحية المعارضة لسياسة التفرقة العنصرية في جنوب إفريقيا. من المحتمل أن يكون دينيس هيرلي، رئيس أساقفة ديربان وعضو اللجنة التحضيرية المجمع الفاتيكاني الثاني، أبرز رجال الدين الكاثوليك في تاريخ جنوب أفريقيا. وتم تعيينه أسقفًا في سن 31 حيث كان قائدًا في معارضة وإسقاط نظام الفصل العنصري. وعلى خطاه، عارض العديد من كبار المسؤولين في الكنيسة الكاثوليكية في جنوب أفريقيا التمييز العنصري.

#### الوضع الحالي

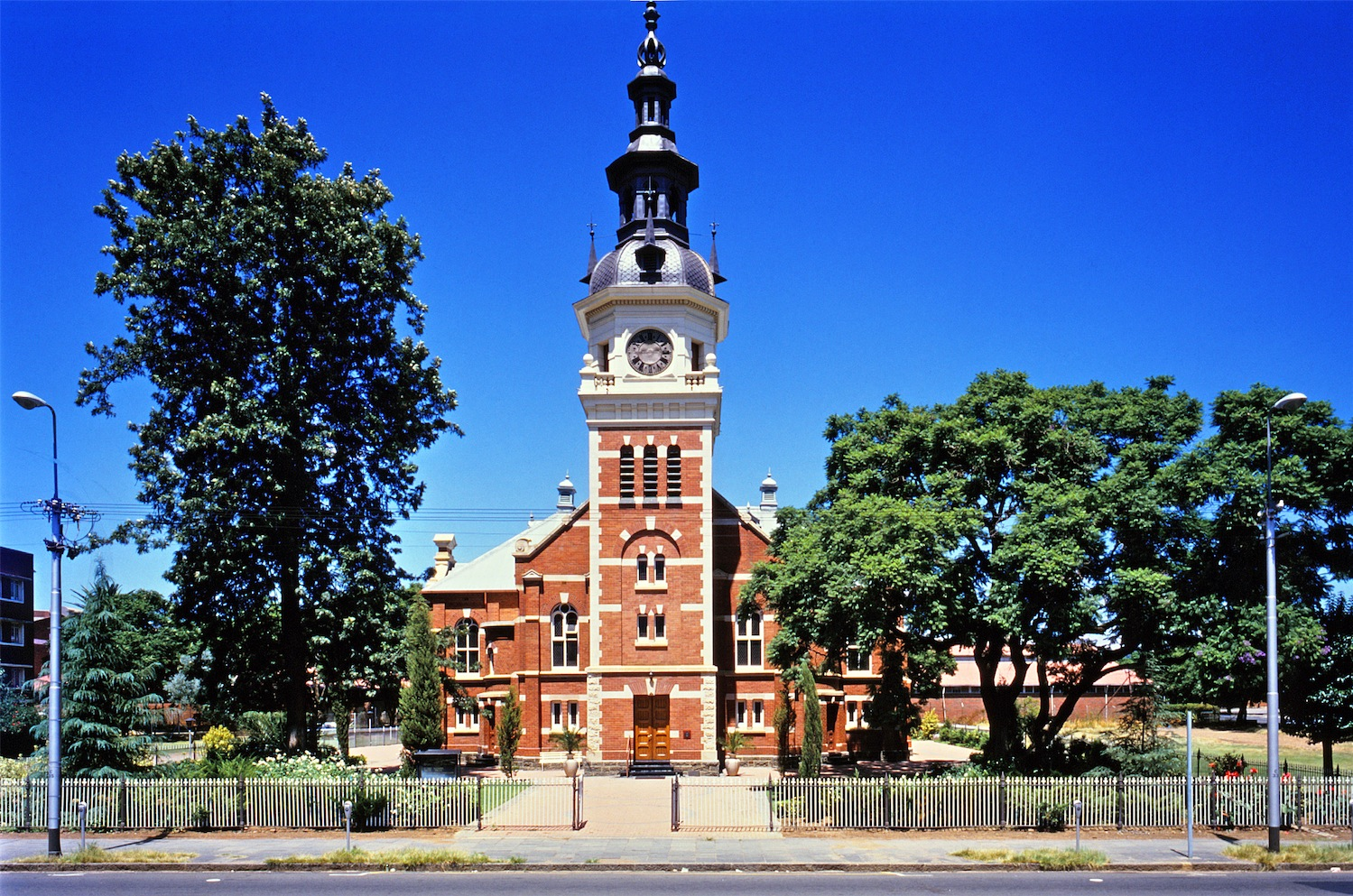
كنيسة بول كروجر في بريتوريا.

بقيت العطلات المسيحية مثل عيد الميلاد ويوم الجمعة العظيمة عطلاً رسمية بعد نهاية نظام الفصل العنصري في جنوب إفريقيا. وكان للمسيحية مكانة خاصة في حياة نيلسون مانديلا والذي كان أول رئيس أسود لجنوب أفريقيا. وتأثراً بالقيم المسيحية ركزت حكومة نيلسون مانديلا على تفكيك إرث نظام الفصل العنصري من خلال التصدي للعنصرية المؤسساتية والفقر وعدم المساواة وتعزيز المصالحة العرقية. نمت الحركة الخمسينية من 0.2% سنة 1951 إلى 7.6% سنة 2001. ونمت المسيحية عموماً من 75.5% عام 1996 إلى حوالي 79.8% في عام 2001. بالمقابل انخفضت نسبة الديانة الهندوسية بين هنود جنوب أفريقيا من 50% في عام 1996 إلى 47.27% في عام 2001. وانخفضت النسبة إلى 41.3% في عام 2016، ويرجع ذلك أساساً إلى تحول «الهندوس إلى المسيحية» من قبل المبشرين المسيحيين. وتشير التقارير إلى تغلغل الحركات المسيحية الخمسينية في المجتمع الهندوسي لا سيَّما في البلدات الهندية كوازولو ناتال. بين عام 2010 وعام 2015 كان معدل الخصوبة بين مسيحي جنوب أفريقيا حوالي 2.4 وهو مساوي لمعدل الخصوبة العام في البلاد البالغ 2.4، وفي عام 2010 كان معدل الأعمار بين مسيحيي البلاد حوالي 24 وهو أقل من معدل الأعمار العام البالغ 25.
أجاز قانون الاتحاد المدني، الذي دخل حيز التنفيذ في 30 نوفمبر 2006، زواج المثليين في البلاد، كما وسمح بالتعيين القانوني لموظفي الزواج الديني دون أي قيود دينية وفقاً للدستور. وكانت قد صوتت الأحزاب المسيحية بضد حيث عارضت الأحزاب المسيحية تقنين زواج المثليين. كما وعارضت الكنيسة الأنجليكانية القانون الجديد، إذ لا تسمح الكنيسة بزواج المثليين، وتنص سياسات الزواج الخاصة بها على أن «الزواج المقدس هو الوحدة الدائمة والحصرية بين رجل واحد وامرأة واحدة». في عام 2016 صوتت الكنيسة ضد مباركة الأزواج من نفس الجنس. وفي عام 2010 أعلن الأسقف ديزموند توتو أنه سينسحب من الحياة العامة، وذلك لقضاء المزيد من الوقت مع عائلته.

## ديموغرافيا

### التعداد السكاني
يُبين الجدول التالي معطيات التعداد السكان عام 2001:
| الديانة              | الطائفة                       | 1996       | 1996 | 2001       | 2001 |
| الديانة              | الطائفة                       | تعداد      | %    | تعداد      | %    |
| -------------------- | ----------------------------- | ---------- | ---- | ---------- | ---- |
| مسيحية               | مجمل الطوائف                  | 30,051,008 | 75.5 | 35,765,251 | 79.8 |
|                      | الكنيسة المصلحة الهولندية     | 3,527,075  | 8.9  | 3,005,698  | 6.7  |
|                      | كنيسة صهيون المسيحيَّة          | 3,867,798  | 9.7  | 4,971,932  | 11.1 |
|                      | الكنيسة الرومانية الكاثوليكية | 3,426,525  | 8.6  | 3,181,336  | 7.1  |
|                      | الكنيسة الميثودية             | 2,808,649  | 7.1  | 3,305,404  | 7.4  |
|                      | الكنائس الخمسينية             | 2,204,171  | 5.5  | 3,422,749  | 7.6  |
|                      | الكنيسة الأنجليكانية          | 1,600,001  | 4.0  | 1,722,076  | 3.8  |
|                      | الكنيسة اللوثرية              | 1,051,193  | 2.6  | 1,130,987  | 2.5  |
|                      | الكنيسة المشيخية              | 726,936    | 1.8  | 832,495    | 1.9  |
|                      | الكنيسة المعمدانية            | 439,680    | 1.1  | 691,237    | 1.5  |
|                      | الكنيسة الأبرشانيَّة            | 429,868    | 1.1  | 508,825    | 1.1  |
|                      | الكنيسة الأرثوذكسية الشرقية   | 33,665     | 0.1  | 42,251     | 0.1  |
| الأديان غير المسيحية | مجمل الأديان                  | 1,369,986  | 3.4  | 1,676,391  | 3.7  |
|                      | أديان أخرى                    | 193,830    | 0.5  | 269,200    | 0.6  |
|                      | الإسلام                       | 553,585    | 1.4  | 654,064    | 1.5  |
|                      | الهندوسية                     | 537,428    | 1.4  | 551,669    | 1.2  |
|                      | الديانات الأفريقية التقليدية  | 17,085     | 0.0  | 125,903    | 0.3  |
|                      | اليهودية                      | 68,058     | 0.2  | 75,555     | 0.2  |
| أخرى                 | المجمل                        | 8,385,603  | 21.1 | 7,378,137  | 16.5 |
|                      | لادينية                       | 4,638,897  | 11.7 | 6,767,165  | 15.1 |
|                      | لم يجب عن السؤال              | 3,746,706  | 9.4  | 610,971    | 1.4  |
|                      | مجمل السكان                   | 39,806,597 | 100  | 44,819,778 | 100  |

### التوزيع الطائفي
يُبين الجدول التالي التوزيع الطائفي بين المسيحيين الجنوب أفريقيين وفقاً لتعداد عام 2001:
| الطائفة                            | التعداد    | % من مجمل المسيحيون |
| ---------------------------------- | ---------- | ------------------- |
| الكنيسة الميثودية                  | 3,305,404  | 9.2%                |
| الكنيسة المصلحة الهولندية          | 3,005,698  | 8.4%                |
| الكنيسة الأنجليكانية               | 1,722,076  | 4.8%                |
| الكنيسة اللوثرية                   | 1,130,987  | 3.2%                |
| الكنيسة المشيخية                   | 832,495    | 2.3%                |
| الكنيسة المعمدانية                 | 691,237    | 1.9%                |
| الكنيسة الأبرشانيَّة                 | 508,825    | 1.4%                |
| الكنائس الإصلاحيَّة الأخرى           | 226,495    | 0.6%                |
| مجمل الكنائس البروتستانتية السائدة | 11,423,217 | 31.9%               |
| الكنيسة الخمسينية                  | 3,422,749  | 9.6%                |
| الرسوليين                          | 5,609,070  | 15.7%               |
| مجمل الخمسينيون                    | 9,279,009  | 25.9%               |
| مجمل الكنائس الأفريقية المستقلة    | 8,644,961  | 24.2%               |
| الكنيسة الرومانية الكاثوليكية      | 3,181,336  | 8.9%                |
| الكنيسة الأرثوذكسية الشرقية        | 42,251     | 0.1%                |
| طوائف مسيحية أخرى                  | 3,195,477  | 8.9%                |
| مجمل أعداد المسيحيون               | 35,765,251 |                     |

### الانتشار حسب العرقية
يُبين الجدول التالي نسبة المسيحيين بين الجماعات العرقية المختلفة بحسب معطيات التعداد السكان بين عام 1996 وعام 2001:
| العرق                        | 1996       | 1996 | 2001       | 2001       |
| العرق                        | تعداد      | %    | تعداد      | %          |
| ---------------------------- | ---------- | ---- | ---------- | ---------- |
| جنوب أفريقيون سود            | 23,357,231 | 76.2 | 28,296,519 | 79.9       |
| ملونون                       | 2,867,654  | 81.6 | 3,466,598  | 86.8       |
| آسيويون أو هنود جنوب أفريقيا | 191,458    | 18.5 | 269,128    | 24.4       |
| جنوب أفريقيون بيض            | 3,431,792  | 80.8 | 3,729,808  | 86.9       |
| أخرون أو غير محدد            | 202,874    | 57.1 | لا معلومات | لا معلومات |

## الطوائف المسيحية

### البروتستانتية

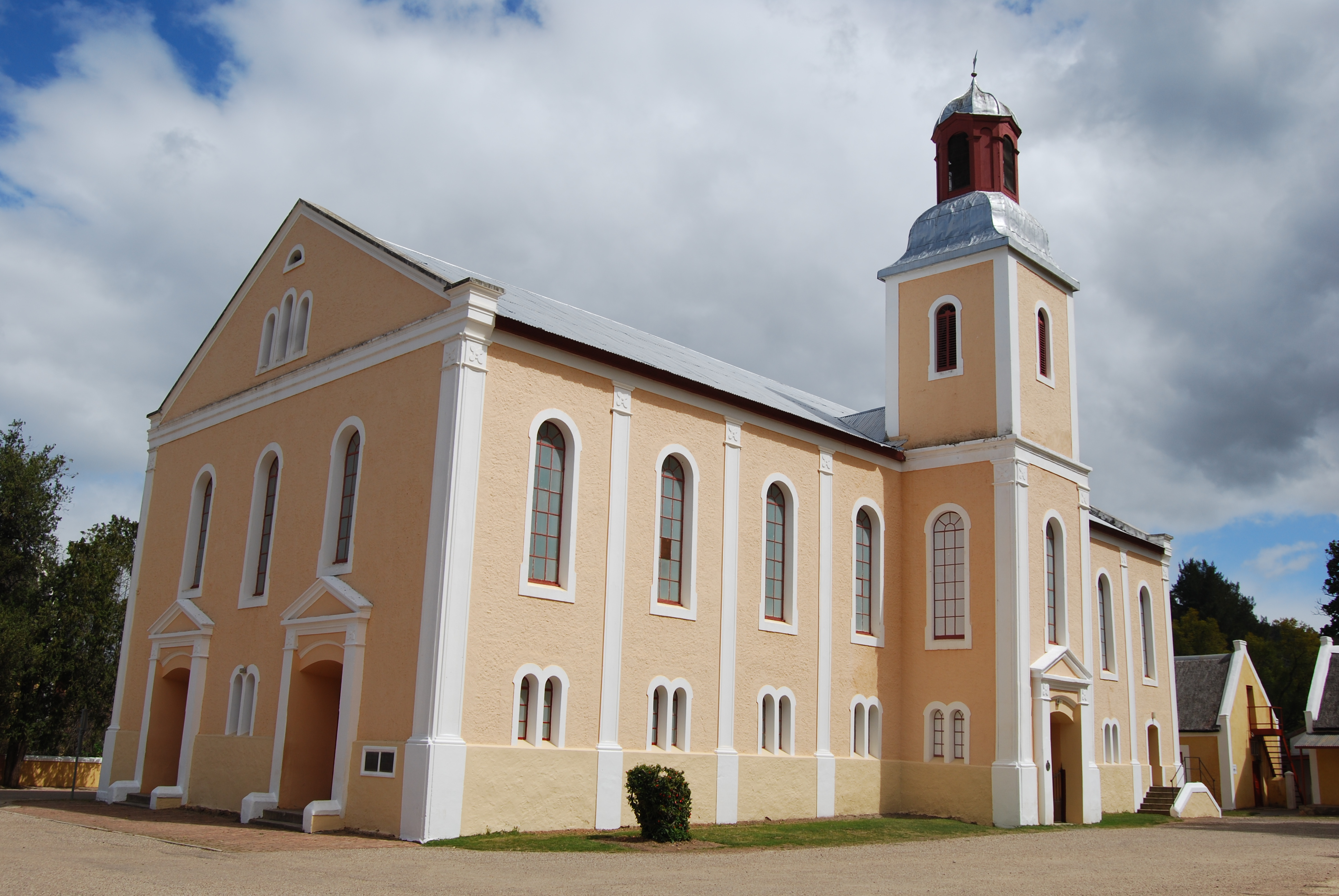
بعثة جيناندال، وهي أقدم بعثة لكنيسة المورافيَّة في البلاد.

وفقاً لتعداد السكان عام 2001 أكثر من 70% من سكان البلاد هم من أتباع الكنائس البروتستانتية المختلفة، وبحسب التعداد فإنّ أكبر المذاهب البروتستانتيَّة في البلاد هي الكنيسة الخمسينية مع حوالي 8.2% من مجمل السكان، تليها الميثودية مع حوالي 6.8% من السكان، والكنيسة المصلحة الهولندية مع حوالي 6.7% من السكان، والكنيسة الأنجليكانية مع حوالي 3.8% من السكان، ويتبع حوالي 36% من السكان الطوائف البروتستانتية الأخرى. يعود تاريخ البروتستانتية في جنوب أفريقيا إلى وصول الأوروبيين الأوائل إلى رأس الرجاء الصالح في عام 1652. ومنذ ذلك الحين كانت البروتستانتية هي الديانة السائدة للمستوطنين الأوروبيين وأصبحت لاحقاً الديانة السائدة للسكان الأصليين من السود. وفقًا لدراسة المؤمنون في المسيح من خلفية مسلمة: إحصاء عالمي وهي دراسة أجريت من قبل جامعة سانت ماري الأمريكيّة في تكساس سنة 2015 وجدت أن عدد المسلمين المتحولين للديانة المسيحية في جنوب أفريقيا يبلغ حوالي 6,500 شخص، معظمهم تحول إلى المذهب الإنجيلي.
يتبع عدد كبير من السكان السود في جنوب أفريقيا الكنيسة الميثودية والأنجليكانية والإنجيلية، وتعد كنيسة صهيون المسيحيَّة أكبر المذاهب البروتستانتية بين السود. وتتكون الأقلية البيضاء والتي تدين بالديانة المسيحية (86.8%) من عناصر أوروبية هاجرت إلى جنوب أفريقيا أثناء الاحتلال الهولندي والبريطاني لهذه المنطقة، ومن العناصر البيضاء السكان من ذوي الأصول الهولنديَّة والألمانيَّة والبريطانيَّة والفرنسيَّة واليونانية والبرتغالية والإيطاليَّة، وتعد الكنائس الإصلاحيّة الكالفينية كبرى الطوائف البروتستانتية بين الأقلية البيضاء مع حوالي 33.8%. وينتمي غالبيّة السكان من الأصول الإنجليزيَّة إلى الكنيسة الإنجليكانية أمَّا السكان من ذوي الأصول الفرنسية فهم بالغالب من أصول هوغونوتيَّة والذي ساهموا في تطوير الصناعة والتجارة في البلاد. ويتبع السكان ذوي الأصول الهولنديَّة أو الأفريكان الكنائس الإصلاحيّة الكالفينية، ويُعتبر الأفريكان من الجماعات المسيحية البيضاء الأكثر تدينًا حيث أنّ 48% منهم مداومين على حضور الأنشطة الدينية في الكنائس. وبحسب تعداد السكان عام 2001 الكنائس الخمسينية هي أكبر المذاهب البروتستانتية بين كل من الملونين وهنود جنوب أفريقيا.

### الكاثوليكية

الكنيسة المارونية في جوهانسبرغ.

الكنيسة الكاثوليكية الجنوب أفريقيَّة هي جزء من الكنيسة الكاثوليكية العالمية في ظل القيادة الروحية للبابا في روما ومجلس الأساقفة في جنوب أفريقيا. وفقاً لتعداد السكان عام 2001 حوالي 7.1% من السكان أي حوالي 3.1 هم من أتباع الكنيسة الكاثوليكية، وذلك بالمقارنة مع 3.4 مليون كاثوليكي في عام 1996. ويتوزع كاثوليك البلاد على ستة وعشرين أبرشية، بالإضافة إلى نيابة رسولية. حوالي 2.7 مليون كاثوليكي هم من مختلف المجموعات العرقية الأفريقية السوداء مثل الزولو وكوسيون. ويبلغ عدد الكاثوليك الجنوب أفريقيين من الملونين والبيض حوالي 300,000. معظم الكاثوليك البيض من الناطقين باللغة الإنجليزية، ومعظمهم ينحدرون من المهاجرين الأيرلنديين. كما وتضم البلاد عدداً من المستوطنين البرتغاليين الذين غادروا أنغولا وموزامبيق بعد الاستقلال في عقد 1970. بالمقابل فإن نسبة الكاثوليك بين البيض الأفريكان - وهم في الغالب من أتباع الكنيسة الكالفينية - أو الآسيويين الجنوب الأفريقيين هي نسبة صغيرة للغاية. ويعتنق العديد من اللبنانيين في جنوب أفريقيا المسيحيَّة دينأ، خصوصاً على مذهب الكنيسة المارونية، يذكر أن معظم أبناء الجالية اللبنانية يعلمون في التجارة ويسيطرون على نسبة هامة من اقتصاد البلاد.
من المحتمل أن يكون دينيس هيرلي، رئيس أساقفة ديربان وعضو اللجنة التحضيرية المجمع الفاتيكاني الثاني، أبرز رجال الدين الكاثوليك في تاريخ جنوب أفريقيا. وتم تعيينه أسقفًا في سن 31 حيث كان قائدًا في معارضة وإسقاط نظام الفصل العنصري. وعلى خطاه، عارض العديد من كبار المسؤولين في الكنيسة الكاثوليكية في جنوب أفريقيا التمييز العنصري، لكن شكلَّ مجموعة من الكاثوليك البيض المحافظين رابطة الدفاع الكاثوليكية في جنوب إفريقيا لإدانة المشاركة السياسية للكنيسة، وعلى وجه الخصوص، للتنديد بفتح المدارس لجميع الأعراق.